# Crotalaria lebeckioides
Crotalaria lebeckioides är en ärtväxtart som beskrevs av Bond. Crotalaria lebeckioides ingår i släktet sunnhampor, och familjen ärtväxter. Inga underarter finns listade i Catalogue of Life.